# ルミネ
株式会社ルミネ（Lumine Co.,Ltd.）は、東京都渋谷区代々木に本社を置く、駅ビル型ショッピングセンター（ファッションビル）を運営する企業である。東日本旅客鉄道（JR東日本）の連結子会社で、JR東日本グループの一社。

## 概要
主にJR東日本の首都圏の主要な駅ビルを中心にファッションビルの「LUMINE（ルミネ）」などを展開している。商品価格が1万円を切るテナントが多い手頃な価格設定を武器に、百貨店より若い年齢層の20-30歳の女性をメインターゲットとして人気を得たことにより、日本最大のファッションビル（専門店ビル）運営会社となっている。有楽町西武（有楽町マリオン）の跡地に開業したルミネ有楽町は初の駅ビル以外の出店となる。また、2016年以後は新宿を皮切りに新しいファッションビルブランドの「NEWoMan（ニュウマン）」を展開している。 従来のルミネより年齢層が高めの30〜40代のより上質で本物志向の大人の女性をメインターゲットにしている。同じJR東日本グループのクレジットカード会社であるビューカードが発行するルミネカードで決済することで、常時５％オフ、年に数回のキャンペーン期間中は10%オフでルミネ・ニュウマンでの買い物をすることができる。

### 沿革
ルミネとしての展開は、1976年に国鉄新宿駅南口の駅ビルとして開業した新宿ルミネ（現：新宿ルミネ1）が最初である。その後、横浜駅や荻窪駅などの駅ビルが開業した際にも「ルミネ」の名称が用いられた。法人としては、もともと国鉄の駅ビルごとの独立した複数の会社であったが、1991年4月に、ルミネなどのJR東日本系列の駅ビル運営会社が合併して「株式会社ルミネ」となった。JR東日本の駅ビル事業の再編で他の名称であった商業施設がルミネに転換してブランドイメージング展開をしていることもあり、館数を増やしている。
従来暗い国鉄イメージのあった駅ビルからの脱却を図り、改装やテナント政策の改善を進め大きな成果を上げている。駅に付帯するという利便性の高い立地条件（駅チカ・駅ナカ）を活かし、ビームスやユナイテッドアローズなどの有力なセレクトショップを誘致するなど積極的なリーシング活動を半期毎に押し進めることで、パルコなどともに代表的なファッションビルの一つとして急成長を遂げた。ルミネマン渋谷（2017年閉店）や2011年に開業したルミネ有楽町（旧：西武有楽町店）は、駅ビル以外にも進出した商業施設となっている。2022年現在、ルミネ15館、ニュウマン2館を運営している。
その他に別会社の経営で、株式会社ルミネ茅ヶ崎運営の「茅ヶ崎ルミネ」（茅ケ崎駅）と福島ステーション開発株式会社運営の「福島ルミネ」（福島駅、東北唯一の店舗）があった。しかし、前者は湘南ステーションビル株式会社への吸収合併に合わせて、2006年3月に「茅ヶ崎ラスカ」と、後者は仙台ターミナルビルに吸収合併に合わせて、2004年3月20日に「エスパル福島」と、それぞれ改称した。別会社運営のルミネでは、ビューカードが発行するルミネカードのサービス（5%割引等）を受けることが出来ず誤解が生じやすかったが、名称変更により解消された。また、荻窪ルミネは、株式会社ルミネ本体への合併により、サービスの適用対象となることで解消された。
また、各ルミネでは2006年10月までにSuica電子マネーへ対応した。

### 大船ルミネウィング
大船ルミネウィングは、京浜急行電鉄（京急電鉄）との共同出資の株式会社ルミネウィングがビルを管理し、株式会社ルミネが神奈川県鎌倉市の大船駅前でショッピングセンター事業を運営している。このため、京浜急行電鉄が品川駅や上大岡駅に展開する「ウィング」と同様の名称が付けられているが、ルミネカードやバーゲンセールなどの展開は他のルミネ店舗と同様に行われている。

## ルミ姉
ルミ姉 （ルミねえ）は、ルミネとNEWoManのイメージキャラクター。
赤色で描かれたおかっぱ頭と無表情、三白眼が特徴の決して華やかではない素朴な女性。日常的なシチュエーションの中でぼそぼそとつぶやく。テレビCMでは、同店が発行するクレジットカード「ルミネカード」について「今なら10% オフッフッフッフッ」と抑揚のない声（CMではミュージシャンのCHARAが演じている）で紹介する。
設定では、年齢は20歳。幼少の頃からの念願が叶い、ルミネのお客様係となっている。家族は、時折ルミネに買い物に来る「ルミ姉はは」と、顔はほぼ同じだが髪形が違う「ルミ姉いもうと」がいる。
キャラクターデザインは、「Qoo」「でこぼこフレンズ」「ソラカラちゃん」などで知られる丸山もも子が手掛けた。デザインに当たって、丸山は「意地悪そう、だけど憎めない」性格の方を先に決めたという。

## 店舗
2022年2月現在の店舗数は以下の通りである。
- LUMINE【ルミネ】：15店舗
- NEWoMan【ニュウマン】：2店舗

### LUMINE（ルミネ）
国内の13店舗に加えて、シンガポール（ルミネシンガポール）とジャカルタ（ルミネジャカルタ）の国外2店舗にも出店している。
| 店舗名             | 店舗名             | 売場面積         | 開業日         | 併設施設             | 備考                                                |
| ------------------ | ------------------ | ---------------- | -------------- | -------------------- | --------------------------------------------------- |
| 新宿               | 1                  | 25,000m2         | 1976年3月10日  |                      |                                                     |
| 新宿               | 2                  | 20,550m2         | 1987年10月22日 |                      |                                                     |
| ルミネエスト新宿   | ルミネエスト新宿   | 53,300m2         | 1964年5月20日  |                      | 旧名称:「マイシティ（MY CITY）」                    |
| EATo LUMINE        | EATo LUMINE        | 950m2            | 2024年4月17日  |                      |                                                     |
| 有楽町             | 1                  | 11,300m2（合計） | 2011年10月28日 | 有楽町マリオン       | 旧:有楽町西武                                       |
| 有楽町             | 2                  | 11,300m2（合計） | 2011年10月28日 | 有楽町マリオン       | 旧:有楽町西武                                       |
| 北千住             | 北千住             | 40,500m2         | 1985年3月27日  |                      | 旧名称:「北千住ウィズ（WIZ）」                      |
| 池袋               | 池袋               | 19,608m2         | 1992年6月10日  | メトロポリタンプラザ | 旧名称:「メトロポリタンプラザショッピングセンター」 |
| 立川               | 立川               | 54,300m2         | 1982年10月2日  |                      | 旧名称:「WILL」                                     |
| 町田               | 町田               | 7,505m2          | 1999年9月22日  |                      | 延べ床面積は17,900m2                                |
| 荻窪               | 荻窪               | 27,100m2         | 1981年9月30日  |                      |                                                     |
| 大宮               | 1                  | 14,700m2         | 1967年10月3日  |                      | 旧名称:「OSB」（→PiNO→Kiss）                        |
| 大宮               | 2                  | 34,900m2         | 1982年6月19日  |                      | 旧名称:「We」                                       |
| 川越               | 川越               | 4,900m2          | 2004年2月19日  |                      |                                                     |
| 横浜               | 横浜               | 40,000m2         | 1980年11月7日  | 横浜ターミナルビル   |                                                     |
| 藤沢               | 藤沢               | 11,600m2         | 1987年2月1日   |                      |                                                     |
| 大船ルミネウィング | 大船ルミネウィング | 17,400m2         | 1992年9月18日  |                      |                                                     |

### NEWoMan（ニュウマン）
| 店舗名 | 売場面積 | ショップ数 | 開業日                                        | 併設施設                                                                                     | 備考 |
| ------ | -------- | ---------- | --------------------------------------------- | -------------------------------------------------------------------------------------------- | ---- |
| 新宿   | 7,600m2  | 約100      | 2016年3月25日（第1期） 2016年4月15日（第2期） | JR新宿ミライナタワー                                                                         |      |
| 高輪   | 60,0002  | 約200      | 2025年3月予定                                 | TAKANAWA GATEWAY CITY （THE LINKPILLAR 1 SOUTH / THE LINKPILLAR 1 NORTH / THE LINKPILLAR 2） |      |
| 横浜   | 13,000m2 | 115        | 2020年6月24日                                 | JR横浜タワー                                                                                 |      |

### かつて営業していた店舗
- 福島ルミネ（現・S-PAL福島店） - 1988年6月10日開業[22] - 2003年6月9日（6月10日付で名称変更）
  - 運営していた福島ステーション開発株式会社が仙台ターミナルビル株式会社に吸収合併されたため、同社のブランド「エスパル」に変更。
- ルミネマン渋谷店 - 2009年8月26日開業、2017年7月31日閉店[23]（渋谷駅再開発工事による工事ヤード用地確保のため）。
- 茅ヶ崎ルミネ（現・ラスカ茅ヶ崎） - 19600m2、1985年4月19日開業 - 2005年2月28日（3月1日付で「茅ヶ崎ラスカ」に名称変更）
  - 運営していた株式会社ルミネ茅ヶ崎が湘南ステーションビル株式会社に吸収合併されたため、同社のブランド「ラスカ」に変更。
- ルミネザ・キッチン品川店 - 1999年9月開業 - 2019年11月閉店

## 沿革
- 1964年5月20日 - 株式会社新宿ステーションビルディングが、「新宿ステーションビル」（後：マイシティ新宿、現:ルミネエスト）を開業。
- 1966年5月21日 - 株式会社大宮ステーションビル（現：株式会社ルミネ）の設立。
- 1967年10月 - 株式会社大宮ステーションビルが、大宮駅ビル「OSB」（後：PINO、KISS、現：大宮ルミネ1）を開業。
- 1976年3月10日 - 株式会社ルミネ新宿が、新宿駅ビル「新宿ルミネ」を開業[11]。
- 1980年11月7日 - 株式会社ルミネ横浜が、横浜ターミナルビル（横浜駅4代目駅舎）に「横浜ルミネ」を開業[18]。
- 1981年10月 - 株式会社荻窪ルミネが、荻窪駅ビル「荻窪ルミネ」を開業。
- 1982年
  - 6月 - 株式会社大宮ステーションビルが、大宮駅ビル「We」（現：大宮ルミネ2）を開業。
  - 10月2日 - 立川ターミナルビル株式会社が、立川駅ビル「WILL」（現：ルミネ立川）を開業[14]。
- 1985年
  - 3月 - 北千住ターミナルビル株式会社が、北千住駅ビル「北千住ウイズ」（現：ルミネ北千住）を開業。
  - 4月 - 株式会社ルミネ茅ヶ崎が、茅ケ崎駅ビル「茅ヶ崎ルミネ」（現：ラスカ茅ヶ崎）を開業。
- 1987年
  - 2月 - 「藤沢ルミネプラザ」が開業[24]。
  - 10月22日 - 「新宿ルミネ2」が開業[12]。
- 1991年4月1日 - 株式会社大宮ステーションビル、北千住ターミナルビル株式会社、株式会社ルミネ新宿、株式会社ルミネ横浜の4社が合併して、「株式会社ルミネ」となり、各館の名称が「ルミネ」となる[7]。
- 1992年
  - 4月 - 立川ターミナルビル株式会社を吸収合併し、「WILL」がルミネ立川となる。
  - 6月 - 池袋ターミナルビル株式会社（初代）が、池袋駅西口に「メトロポリタンプラザ」（現：ルミネ池袋）を開業。
  - 9月 - 大船駅に「ルミネウィング」を開業。
- 1997年2月 - ルミネカード誕生。
- 1999年9月 - ルミネ町田[16]（町田駅）、ルミネザ・キッチン品川（品川駅）が開業。
- 2003年4月 - 株式会社荻窪ルミネを吸収合併し、「荻窪ルミネ」がルミネ荻窪となる。
- 2004年2月 - ルミネ川越を開業[9]。
- 2005年4月 - 株式会社ルミネ茅ヶ崎が、平塚ステーションビル株式会社（ラスカ平塚）および株式会社アボンデ（熱海）と合併し、株式会社湘南ステーションビルとなる。
- 2006年
  - 3月 - 運営会社であった株式会社ルミネ茅ヶ崎の合併を受けて、「茅ヶ崎ルミネ」が「茅ヶ崎ラスカ」となる。
  - 4月 - 株式会社新宿ステーションビルディングを吸収合併し、「マイシティ新宿」が「ルミネエスト新宿」となる。
- 2008年3月 - インターネット通信販売事業の「iLUMINE」を運用開始。
- 2009年8月 - タワーレコード渋谷店の隣に、ルミネ初のメンズファッション専門店「ルミネマン渋谷」を開業。
- 2010年
  - 4月 - 池袋ターミナルビル株式会社（2代目）の吸収分割により、メトロポリタンプラザ内ショッピングセンターを継承し、「ルミネ池袋」となる。
  - 10月29日 - 西武有楽町店（同年12月25日閉店）の後継店舗として、有楽町センタービル（有楽町マリオン）のテナントとして入居することで、ビル所有者の朝日新聞社、松竹と基本合意[25]。
- 2011年
  - 5月24日 - 代表取締役社長の谷哲二郎が葛飾区の河川敷にて縊死（享年61）[26]。
  - 6月24日 - 後任の代表取締役社長に新井良亮（JR東日本代表取締役副社長兼事業創造本部長）が兼務で就任[27]。
  - 10月28日 - 有楽町センタービル（有楽町マリオン）にルミネ有楽町を開業[28]。
- 2016年
  - 3月25日 - NEWoMan新宿店、第1期オープン[19]。
  - 4月15日 - NEWoMan新宿店、第2期オープン[20]。
- 2020年6月24日 -  NEWoMan横浜店が開業[29]。

## 関連会社
- 株式会社ルミネクリエーツ - 建物の管理・警備等
- 株式会社ルミネアソシエーツ - 飲食店・物販店営業、広告代理店、損害保険代理業
- 株式会社ルミネリゾート - ゴルフ場・レインボーカントリー倶楽部の経営
- LUMINE SINGAPORE PTE.LTD.